# Бродский не поэт
«Бро́дский не поэ́т» — документальный фильм Николая Картозии, Антона Желнова и Ильи Белова, рассказывающий о местах, связанных с биографией поэта Иосифа Бродского, и людях, встречавшихся с ним в СССР и на Западе. В 2015 году картина была удостоена премии «ТЭФИ» в номинации «Лучший документальный проект».

## Содержание
В первой части фильма авторы проводят экскурсию по ленинградским адресам Бродского. Из средней школы № 181 будущий Нобелевский лауреат сбежал, не выдержав уроков марксизма-ленинизма. На фасаде психиатрической больницы № 2 висит мемориальная доска, извещающая о том, что в 1964 году здесь обследовался известный ленинградский «тунеядец» Бродский. Среди памятных мест — бывший заводской клуб на Фонтанке, 22, где шёл процесс над поэтом, завершившийся приговором и ссылкой. Именно тогда Анна Ахматова произнесла фразу: «Какую биографию делают нашему рыжему!» Свой вклад в эту биографию внесли следователь КГБ Пётр Волков, составивший первую справку об «антиобщественном характере поведения Бродского», и начальник Пятого управления Филипп Бобков, принявший решение о его отъезде в 1972 году. Комментируя это решение, Бобков пояснил, что большого поэта он в Бродском не видел.

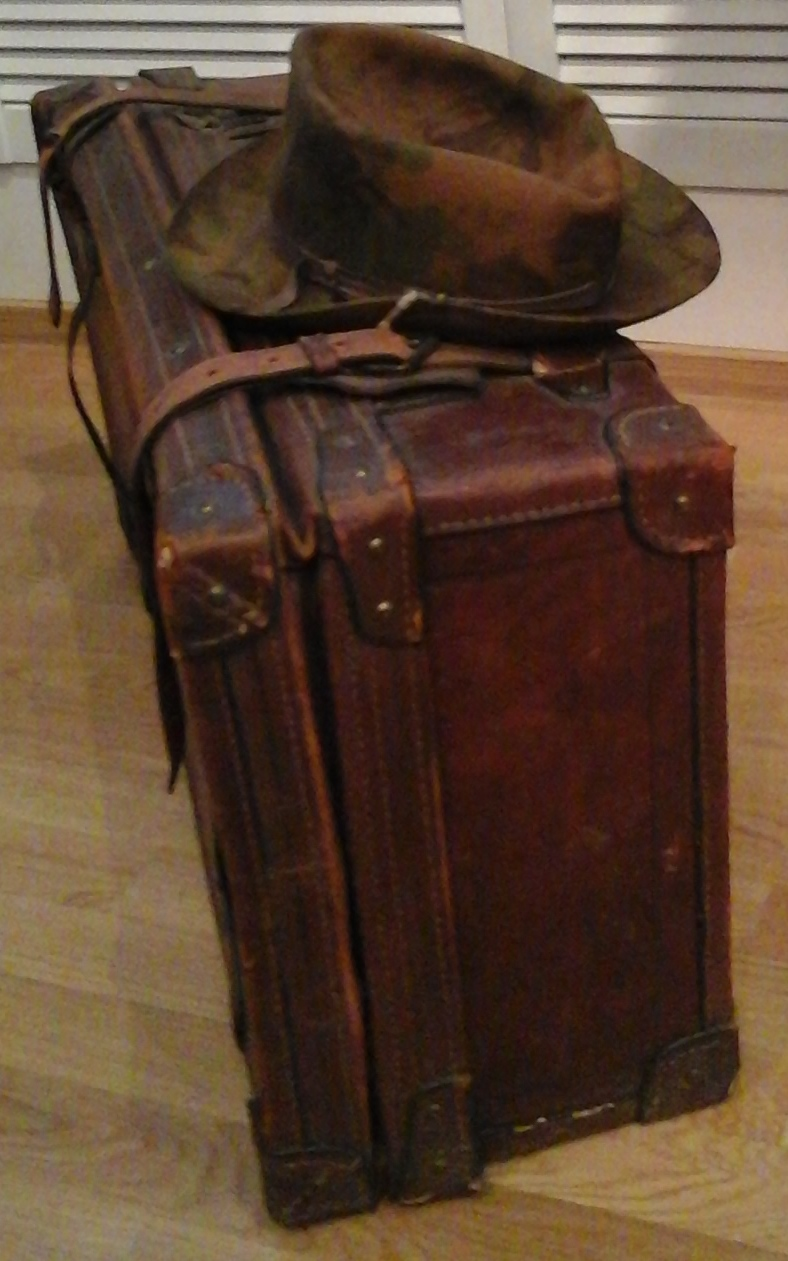
Чемодан, с которым И. А. Бродский покинул СССР

Биография Иосифа Александровича, по словам создателей фильма, завершилась 4 июня 1972, когда самолёт с Бродским вылетел из Пулкова и взял курс на Вену. После этого началась жизнь. В городе Энн-Арбор Иосиф Александрович поселился в отдельном доме, рассчитывая, что сумеет вывезти из Ленинграда родителей. Он отправил им письмо-приглашение; позже к ситуации подключились сенаторы, вице-консулы, конгресс США, дипломатические ведомства двух стран, однако дело не сдвигалось с мёртвой точки вплоть до 1980-х годов. Через одиннадцать лет ушла из жизни мать поэта; отец, получив в 1984 году визу, умер от сердечного приступа, не дождавшись встречи с сыном.
Поэт, осуждённый в СССР за тунеядство, был, по словам литературоведа Бенгта Янгфельдта, настоящим трудоголиком. Став преподавателем Мичиганского университета, он вёл себя необычно: мог закурить среди лекции, рассказать анекдот. При этом, как вспоминают его бывшие студенты, Бродский отнюдь не отличался мягкостью. Америка Бродского — это и колледж для девушек в штате Массачусетс, где он прочитал «неполиткорректную» речь с признанием: «2016 год для меня невообразим, потому что я буду прахом».
Из Америки Иосиф Александрович писал, что столицей Европы для него является Венеция. В этом городе, о котором он сочинил эссе «Набережная неисцелимых», у Иосифа Александровича были свои адреса: пансионат «Академия», бары, в которых он заказывал коктейль «Беллини», палаццо Марчелло, где Бродский останавливался в последние годы. На венецианском острове Сан-Микеле поэт нашёл свой последний приют.

## Создатели фильма
- Антон Желнов — автор
- Николай Картозия — автор
- Илья Белов — режиссёр
- Рафаэль Булатов — оператор-постановщик
- Дмитрий Селипанов — композитор
- Николай Картозия — композитор
- Мария Коиро — продюсер

## История создания
Свидетельством того, что интерес авторов фильма к поэту отнюдь не случаен, является дипломная работа выпускника факультета журналистики МГУ Антона Желнова, посвящённая Бродскому и Пушкину. За десять лет до начала съёмок Желнов напечатал в журнале «Знамя» статью, рассказывающую о последнем стихотворении Иосифа Александровича. Приступая к работе над картиной, её создатели нашли более ста редких фотографий Бродского. В ленту были включены материалы, которые до этого публично не демонстрировались и не появлялись в печати: частные видеозаписи, фрагменты выступлений и интервью, письма государственных деятелей, принимавших участие в судьбе Иосифа Александровича и его родителей, рисунки, стихи и эссе.
По словам Антона Желнова, обширная география фильма призвана открыть малоизвестные страницы из биографии «ленинградского тунеядца» и показать, как происходило становление Бродского на Западе:
А потом началась жизнь, о которой на родине поэта не известно почти ничего. Ей и посвящён фильм, в котором впервые для зрителей откроется американский архив поэта... Россия, Америка, Италия, Швеция, Финляндия — авторы фильма следуют за своим героем. Они находят места, которые он посещал, и людей, определивших его судьбу.

## Отзывы и рецензии
По мнению обозревателя «Новой газеты» Славы Тарощиной, фильм, приуроченный к 75-летию Бродского и показанный по телевидению 24 мая 2015 года, стал событием не только этого дня, но и «всего последнего бессобытийного времени». Обращая внимание на «море эксклюзива», куда входят найденные создателями ленты редкие кадры видеохроники, история болезни поэта и воспоминания его друзей, автор рецензии признаёт, что «современная документалистика ещё не знала такой кропотливой работы с архивом, в данном случае американским».
Во время обсуждения картины в эфире радио «Свобода» Елена Фанайлова отметила, что фильм «Бродский не поэт» сродни серьёзной литературоведческой работе. Медиакритик Арина Бородина, упомянув, что в начале ленты чувствуется стилистика Леонида Парфёнова, назвала движение фильма «очень плотным»; по её мнению, и монтаж, и работа оператора сделаны «по высшему разряду». Историк литературы Глеб Морев, проанализировав название, увидел в нём «элемент провокационности»: разделение сочетания «Бродский не поэт» дефисами («Бродский-не-поэт») выглядело бы логичнее, считает Морев, потому что вместо противопоставления литературе человеческой биографии в нём присутствовала бы «некая часть легенды» Иосифа Александровича.

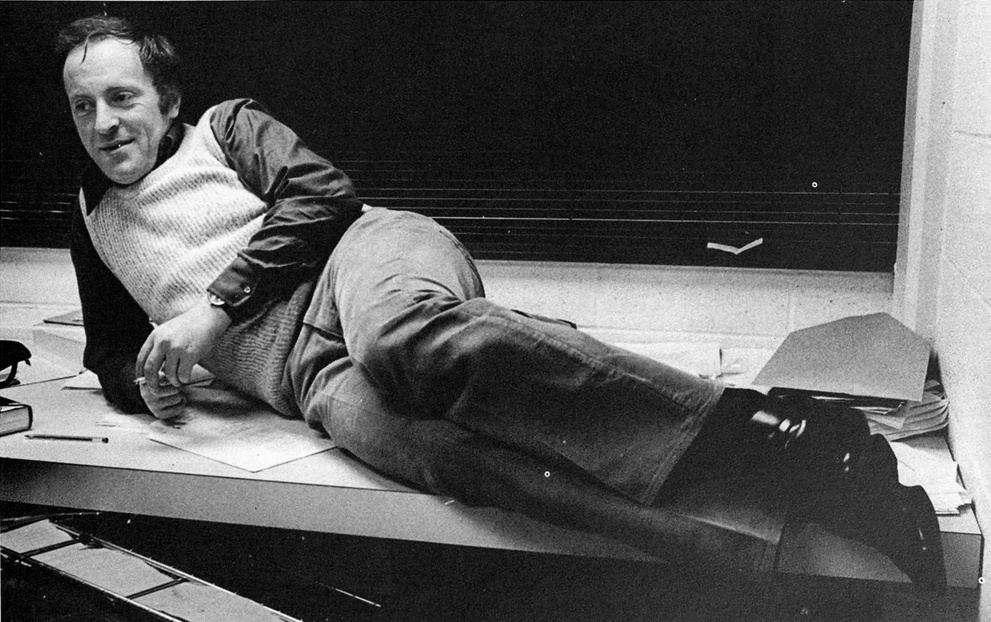
Иосиф Бродский

Для обозревателя газеты «Коммерсантъ» Анны Наринской одним из главных достоинств фильма стало нежелание авторов адаптировать найденный материал к восприятию неподготовленной публики; картина, по мнению рецензента, была снята «без всякой игры в поддавки со зрителем, без всякой оглядки на „уровень“ аудитории». В ленте, являющей собой «классический пример единства формы и содержания», напрочь отсутствует «налёт провинциальности» — она создана «в хороших европейских традициях».
Отдельно рецензенты выделили женщин, которые, делясь своими воспоминаниями о Бродском, не допустили «ни одной фальшивой ноты». Среди них — римлянка Аннелиза Аллева, которой в эпоху «железного занавеса» довелось выполнять роль связной и привозить родителям поэта вести от сына; Мария де Дзулиани, встречавшая Иосифа Александровича в Венеции; Кэрол Аншюц, стажировавшаяся в 1971 году в Ленинграде и собиравшаяся стать женой Бродского:
У каждой из них отношения с Бродским сложились по-своему, но каждая из них в какой-то момент застывает перед камерой и зачарованно смотрит то ли вдаль, то ли внутрь себя, вспоминая то, о чём рассказать словами невозможно, — и в эти минуты спазм подкатывает к горлу: это фильм об отражениях, которые Бродский оставил в нескольких парах прекрасных глаз.
Повторно фильм был показан по «Первому каналу» на 85-летие Бродского 24 мая 2025 года, из титров не было ни вырезано упоминание телеканала «Дождь», признанного к тому моменту в России «нежелательным», равно как и не была сделана сноска о таком статусе.

## Видео
- "Бродский не поэт". Документальный фильм